# Kennebunk (hrabstwo York)
Kennebunk – jednostka osadnicza w Stanach Zjednoczonych, w stanie Maine, w hrabstwie York.